# 奥布罗伊酒店

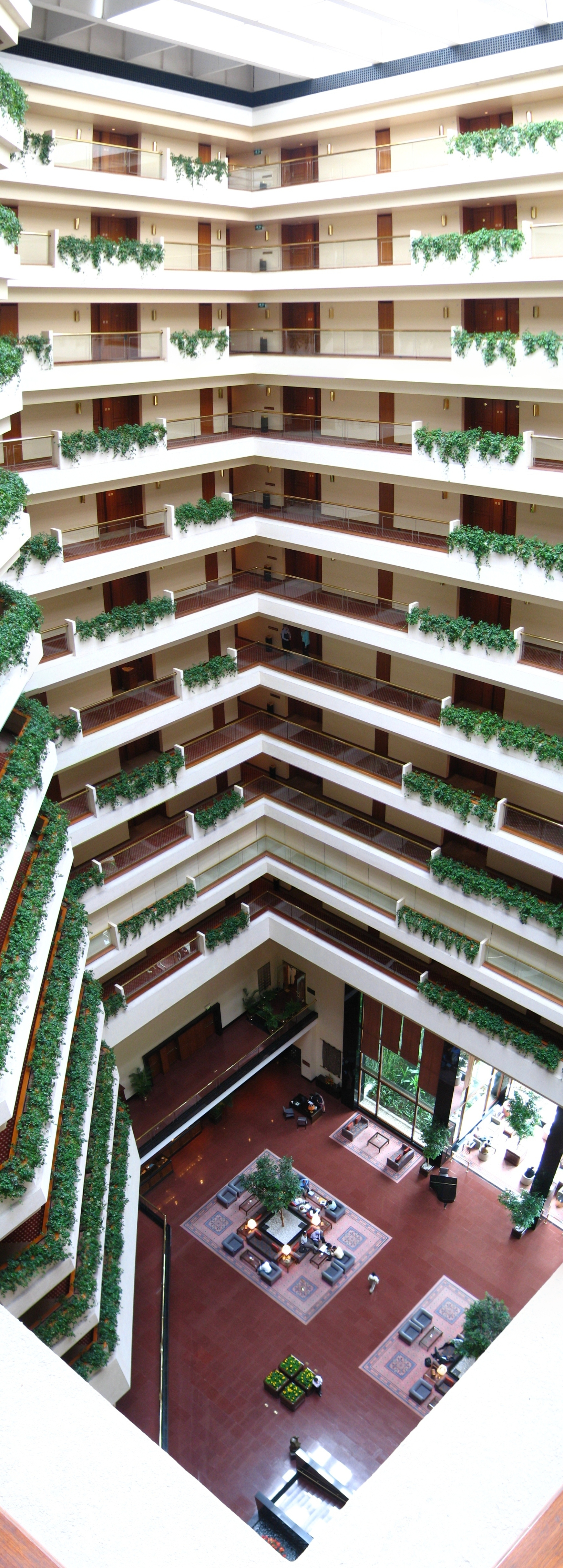
奥布罗伊酒店內部

奥布罗伊酒店（Oberoi Trident）是印度孟買一間五星級酒店。

## 历史
2008年孟買發生的連環恐怖襲擊事件中，恐怖份子在這里挾持著40多名西方人士作為人質與印度軍隊對峙。

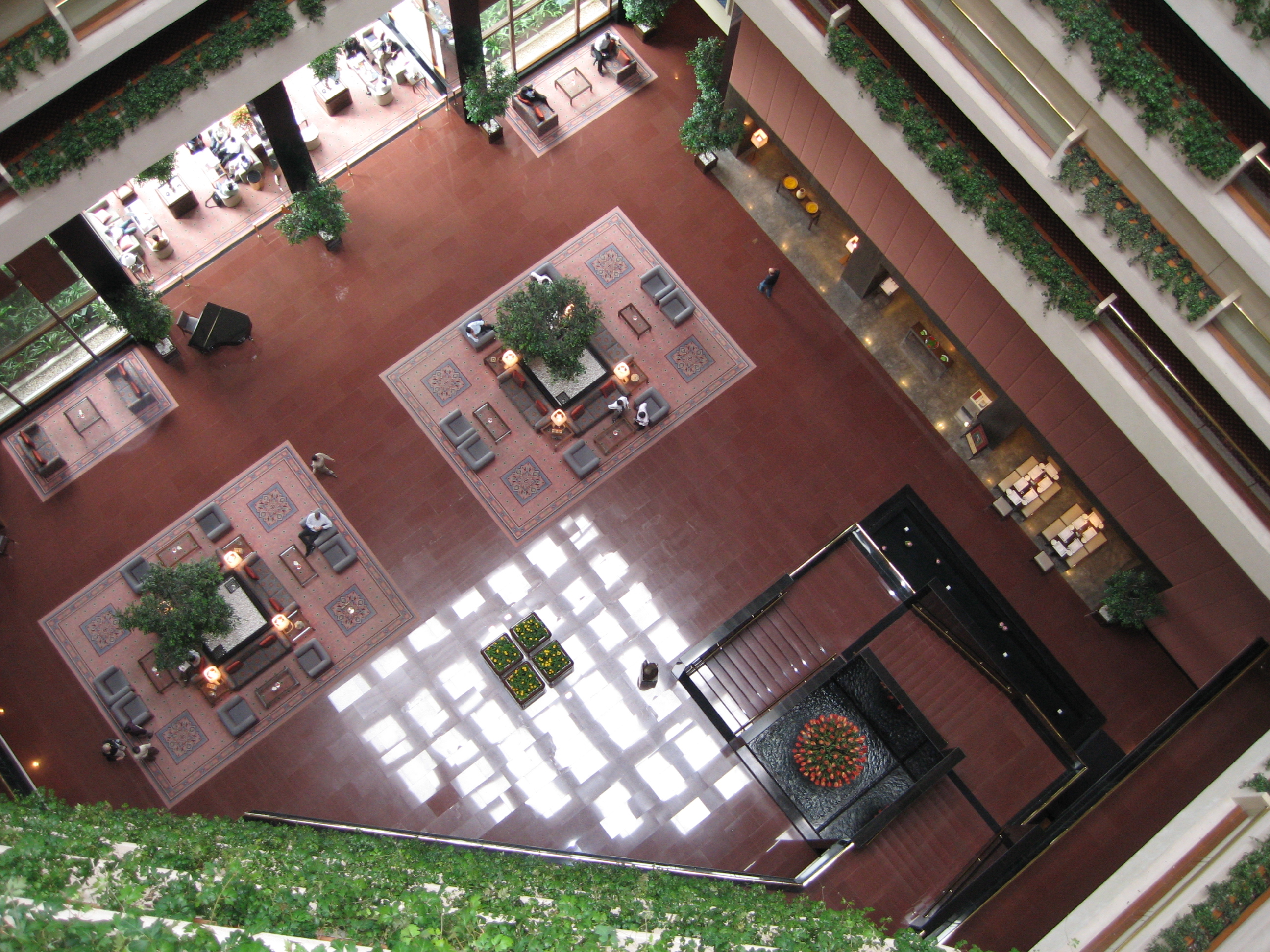
奥布罗伊酒店大廳

## 外部連結
- 官方網頁
- explanation of nomenclature（页面存档备份，存于）